# Eutolmus rufibarbis
Eutolmus rufibarbis là một loài ruồi trong họ Asilidae. Eutolmus rufibarbis được Meigen miêu tả năm 1820.

## Hình ảnh

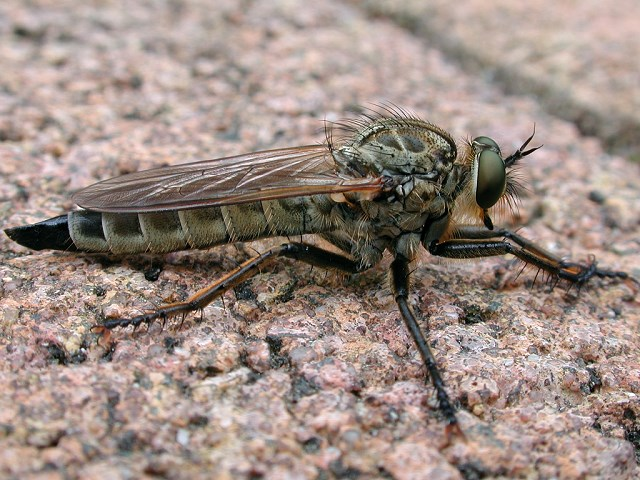
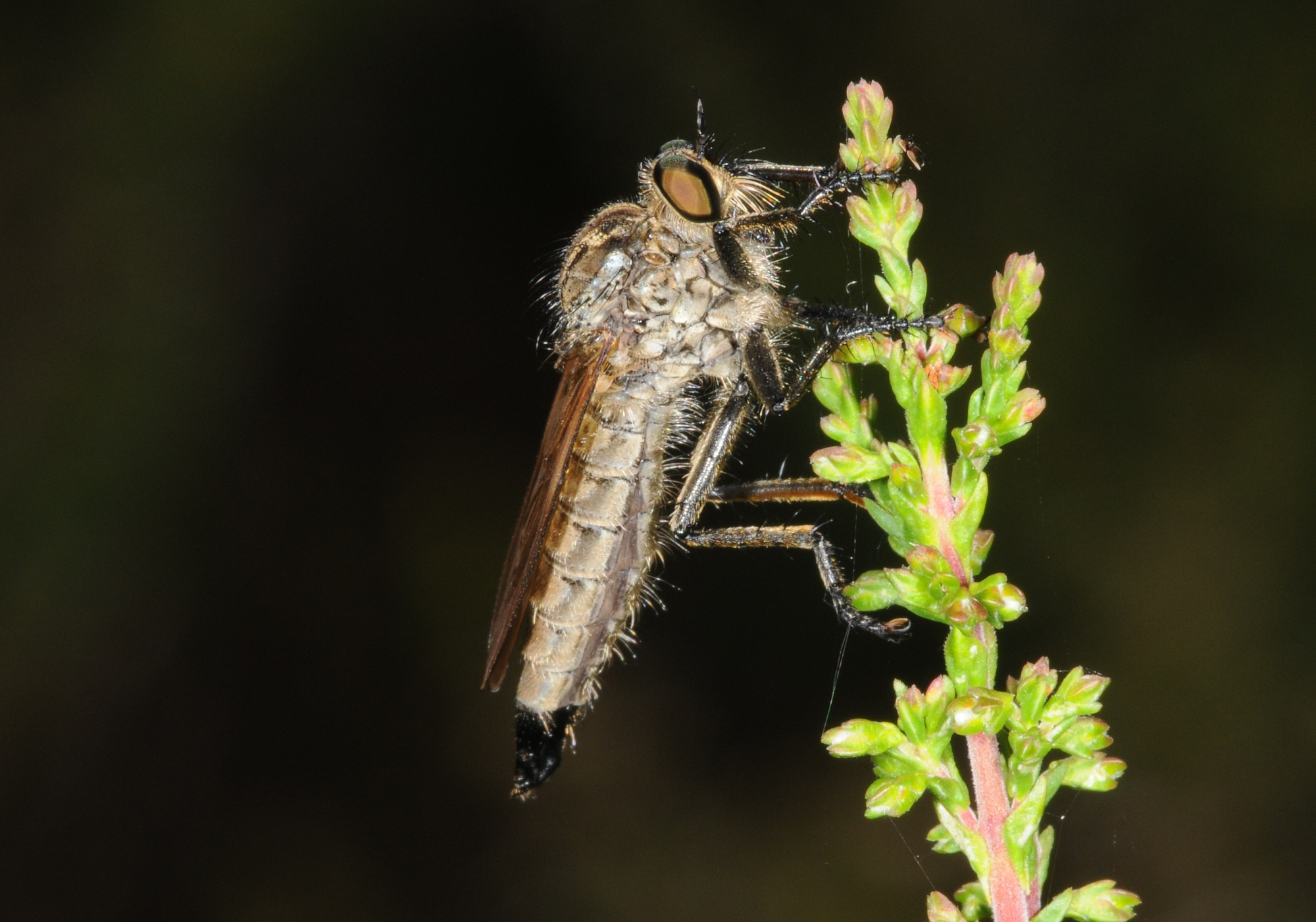